# Świergotka wielobarwna
Świergotka wielobarwna (Psephotellus varius) – gatunek średniej wielkości ptaka z rodziny papug wschodnich (Psittaculidae), zamieszkujący południową część Australii. Nie wyróżnia się podgatunków. Nie jest zagrożony wyginięciem; dość często spotykany w hodowlach.

## Charakterystyka
Wygląd zewnętrznySamiec jest ubarwiony głównie na zielono, o żółtym czole, barkówkach i pokrywach podogonowych, szkarłatnej plamie na karku oraz czerwonym brzuchu i kuprze. U samicy dominuje odcień żółci i brązu, spód ciała jest bladożółty, a wierzch jest brązowo-zielony. Kark i barkówki są czerwone, a kuper połyskuje zielenią.
Rozmiarydługość ciała: 25–30 cm
Masa ciała60–70 g
ZachowanieŻyją w parach lub w małych grupach, rzadko w dużych stadach. Chętnie korzystają z drzew eukaliptusowych lub z krzaków akacjowych, gdzie szukają schronienia. Regularnie zlatują na ziemię w poszukiwaniu pożywienia. Z reguły pozostają wówczas w cieniu drzew, chociaż nierzadko przebywają na poboczach dróg. Podczas lotu wydają wysokie, kilkukrotnie powtarzane dźwięki, które brzmią jak swit, swit.
Długość życiaOkoło 12 lub więcej lat.

## Środowisko
Tereny trawiaste rzadko porośnięte drzewami, suche zarośla. Chętnie przebywa przy zbiornikach wodnych i w pobliżu osad ludzkich.

## Pożywienie
Żywią się dojrzałymi i wpół dojrzałymi nasionami traw, także nasionami wielu gatunków roślin zielonych. Chętnie jedzą nasiona akacji, owoców i roślin ogrodowych. Menu uzupełniają jagodami jemioły i larwami owadów. Połykają piasek i żwir w celu rozdrobnienia pożywienia.

## Lęgi
Zachowania godoweOkres godowy i lęgowy przypada na okres od lipca do grudnia (opady deszczu mogą spowodować rozpoczęcie lęgów w innym terminie).
GniazdoPrzeważnie w dziuplach drzew, wyłożonych warstwą spróchniałego drewna.
Jaja i wysiadywanieSamica składa od 4 do 6 jaj, które wysiaduje sama. Samiec w tym czasie przebywa w pobliżu gniazda.
PisklętaPo 19 dniach wykluwają się młode, które są karmione przez obydwoje rodziców. W wieku 5 tygodni młode ptaki opuszczają gniazdo, jednak przez dłuższy czas pozostają z rodzicami. Dojrzałość płciową uzyskują po roku życia.

## Status
Międzynarodowa Unia Ochrony Przyrody (IUCN) uznaje świergotkę wielobarwną za gatunek najmniejszej troski (LC, least concern) nieprzerwanie od 1988 roku. Trend liczebności populacji uznaje się za spadkowy.